# Luminismo
Luminismo o luminista, en el ámbito de la pintura del siglo xix al xx, es un término controvertido en la historiografía del arte. Aplicado a varios estilos pictóricos, con sutiles diferencias, no debe confundirse con el «luminismo» del periodo que precede al caravaggismo (finales del siglo xvi y comienzos del xvii), ni con el llamado «Light art».
En ocasiones identificado con el último impresionismo o neoimpresionismo de finales del siglo xix y comienzos del xx, que prestaba una especial atención a los efectos de la luz, también se ha usado para definir el estilo pre-impresionista de los paisajistas estadounidenses de mediados del siglo xix. Como se ha dicho, este mismo término sirvió para etiquetar a los pintores de la segunda mitad del siglo xvi y comienzos del siglo xvii que evolucionan desde el manierismo al barroco inicial, intensificando los efectos del claroscuro hasta llegar al tenebrismo.

## Luminismo en el arte de la Edad Contemporánea

### Luminismo estadounidense
Dentro del arte contemporáneo, el término luminismo se ha aplicado a muy diversas escuelas nacionales:
El luminismo americano referido al luminismo estadounidense se caracteriza por el efecto de la luz en los paisajes, el uso de la perspectiva aérea y la pincelada suelta, de carácter pre-impresionista. Se consideran pintores de esta tendencia los continuadores de la escuela del río Hudson en los años 1860 y 1870: Fitz Hugh Lane, George Caleb Bingham, John Frederick Kensett, James Augustus Suydam, Martin Johnson Heade, Jasper Francis Cropsey, Frederic Edwin Church o Albert Bierstadt. Como su escuela precedente, puede ser identificada con el paisajismo realista.

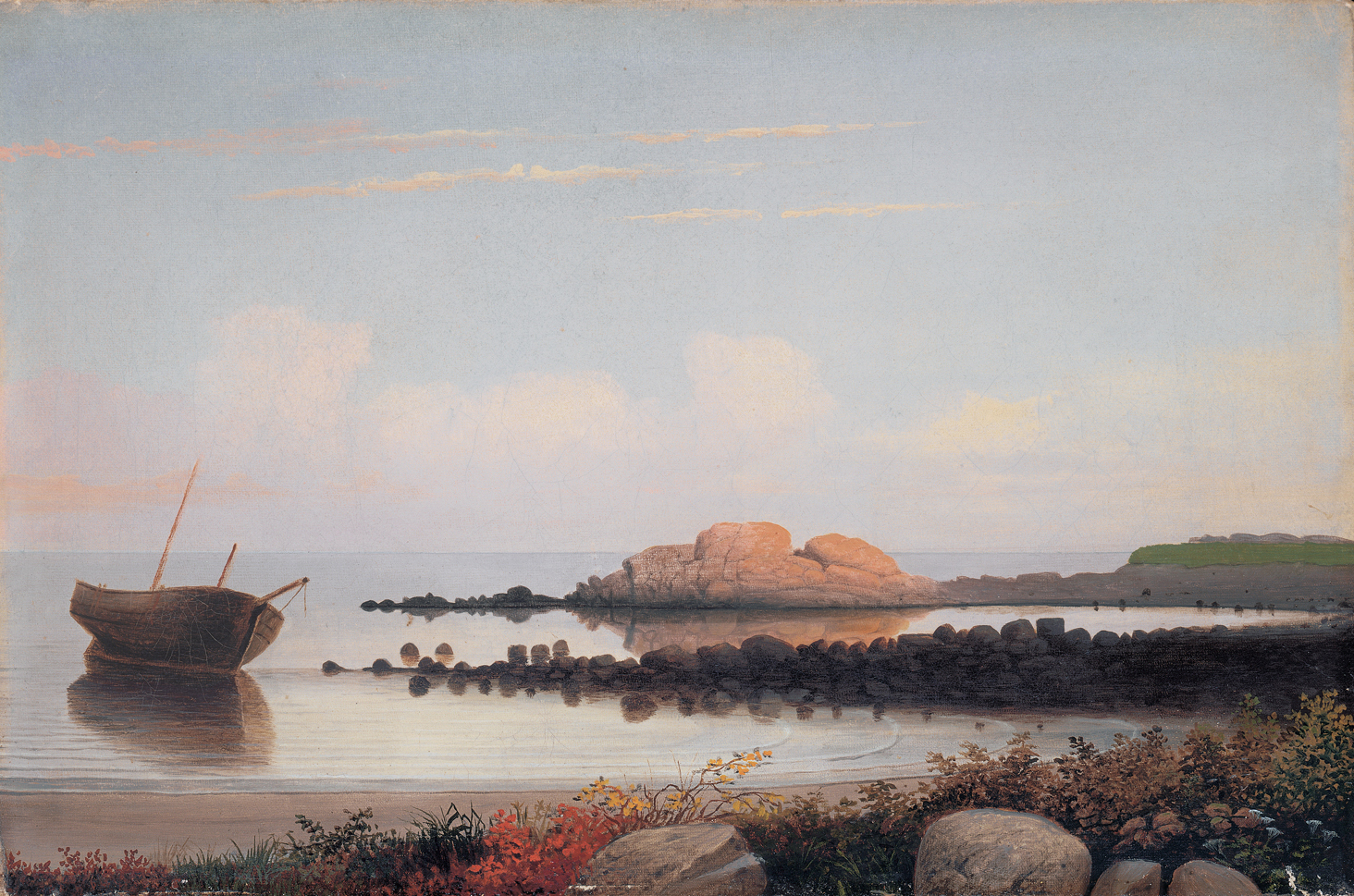
Brace's Rock, Eastern Point, Gloucester, Fitz Hugh Lane, 1864.
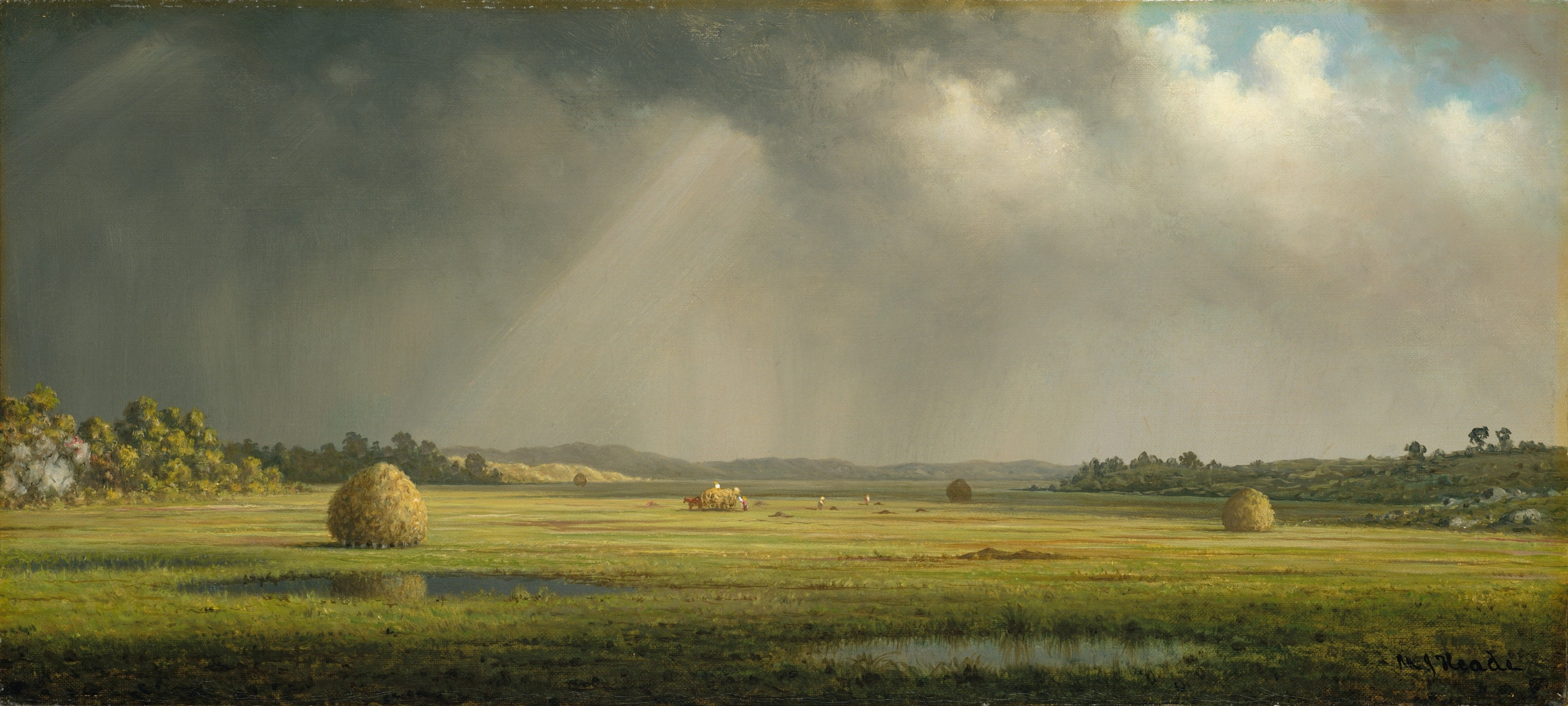
Newburyport Meadows, Martin Johnson Heade.

### Luminismo belga
En Bélgica, para algunos pintores neoimpresionistas del periodo entre finales del siglo XIX y comienzos del XX se acuñó el término luminismo belga («vie et lumière»), en relación con ciertos aspectos de la obra de Emile Claus y Théo van Rysselberghe y de sus seguidores (Évariste Carpentier, Guillaume Van Strijdonck, Jenny Montigny, Anna De Weert, Georges Morren, Leon De Smet, Modest Huys, e Yvonne Serruys); paralelamente, en Holanda, a partir de 1910 se habló de luminismo holandés a la íltima producción del impresionismo en los Países Bajos y para los primeros trabajos de pintores holandeses como Jan Toorop, Jan Sluijters y Piet Mondriaan. La obra de Emile Claus está próxima algunos impresionistas franceses, especialmente Claude Monet, mientras que los luministas holandeses se caracterizan por la utilización de grandes manchas de color, que les alejan de los puntillistas y les aproximan a los fauves. Es interesante en este contexto la obra de colectivos como el de Tervueren (en el Brabante flamenco, a unos 20 km de Bruselas).

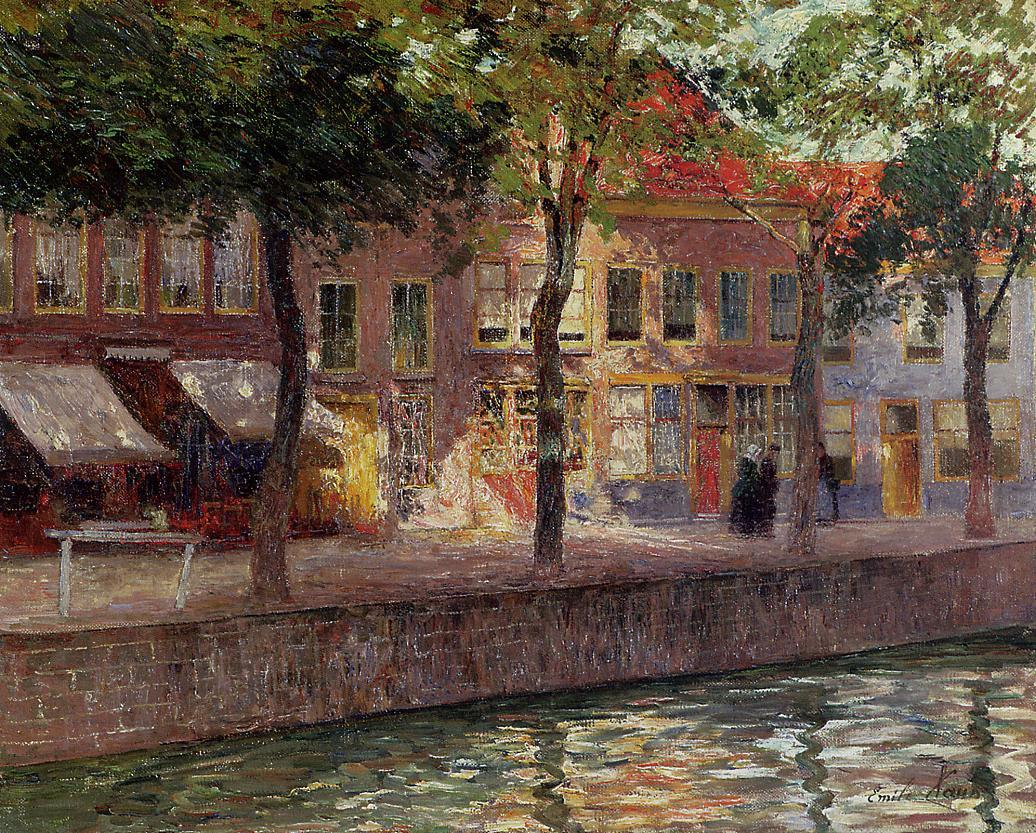
Canal en Zeelanda, de Emile Claus, 1896-1899 (luminismo belga).
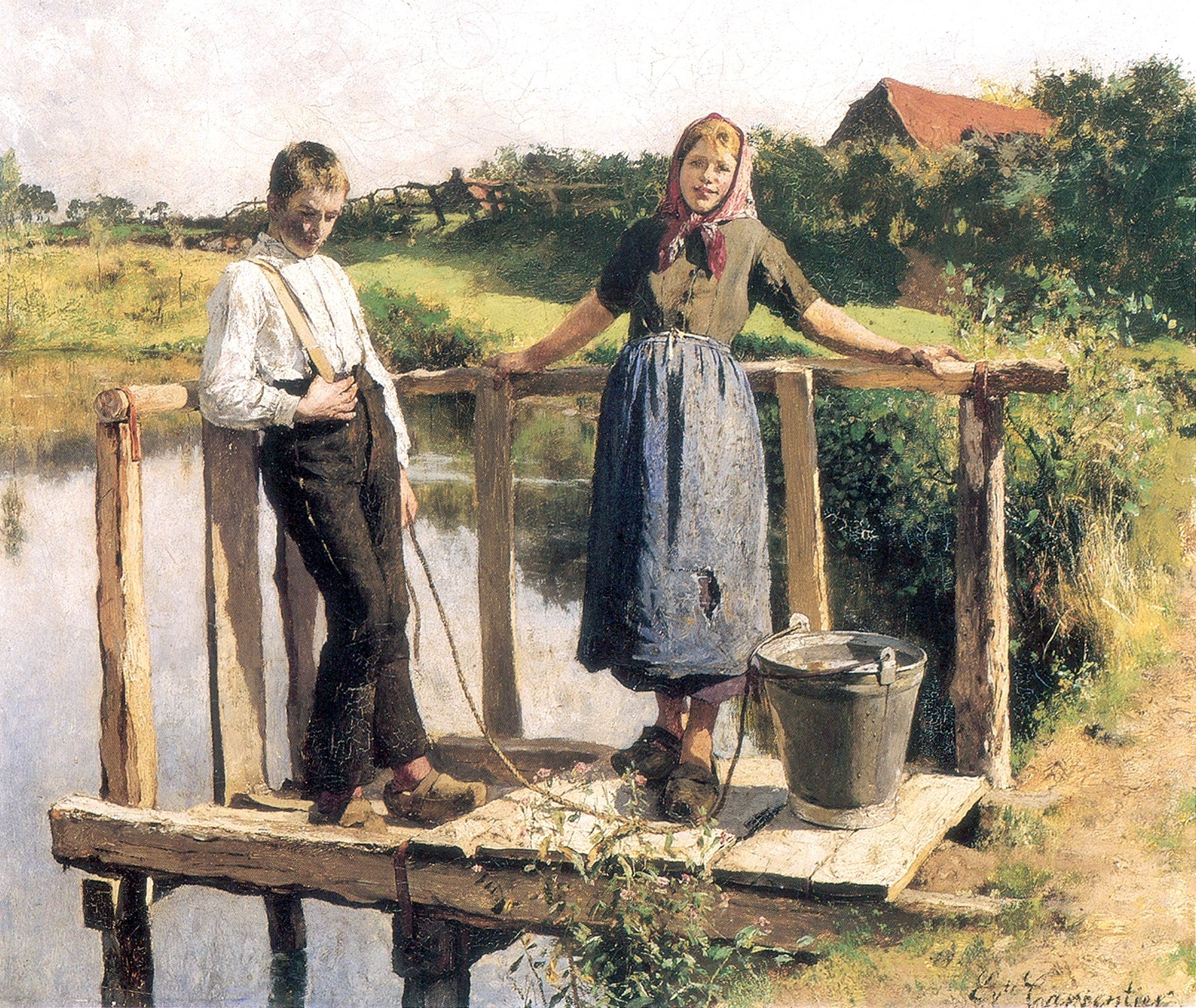
Conversación privada, de Évariste Carpentier, ca. 1892 (luminismo belga).
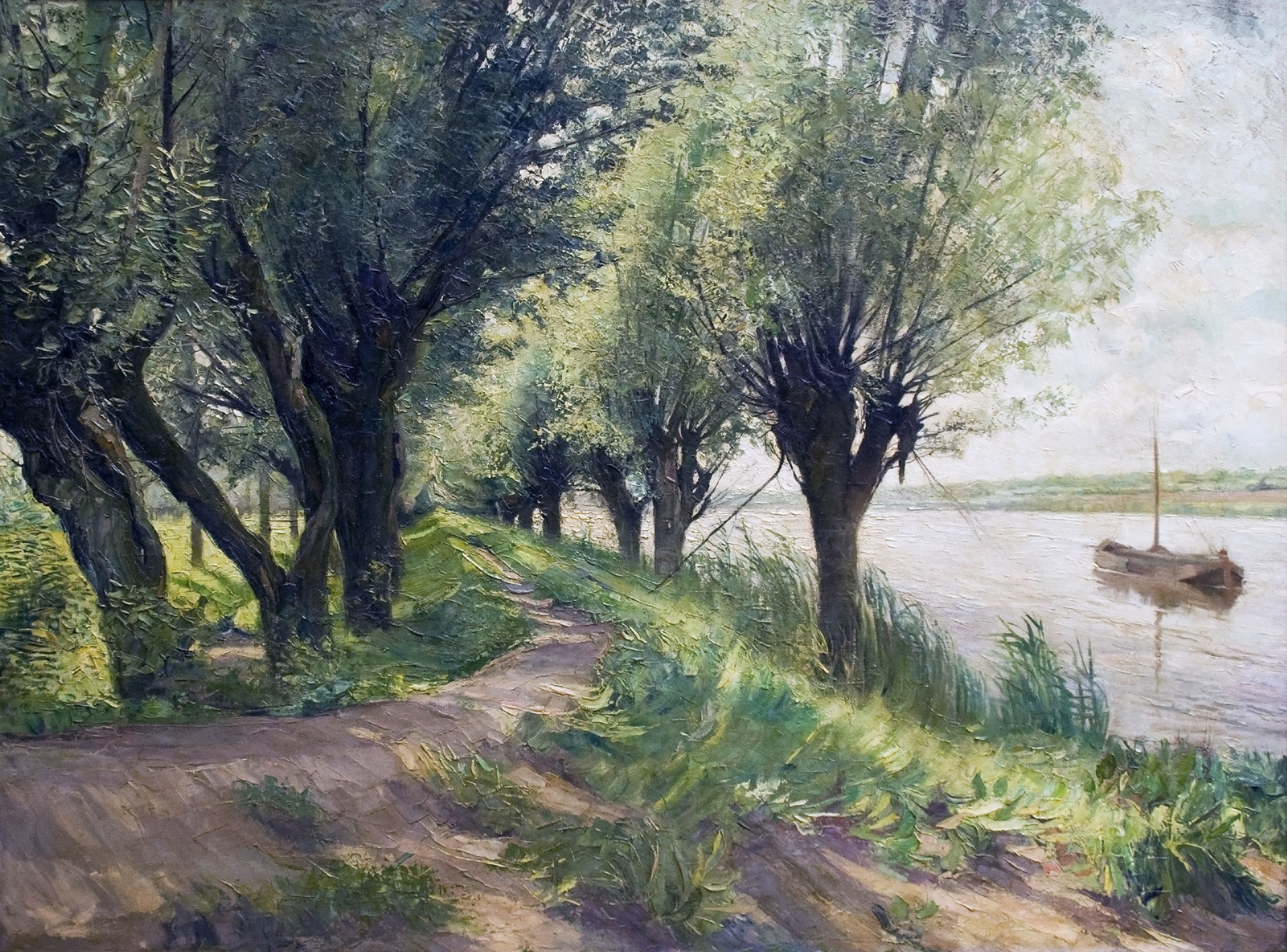
Sauces en la orilla del Schelde, de Guillaume Van Strijdonck (luminismo belga).
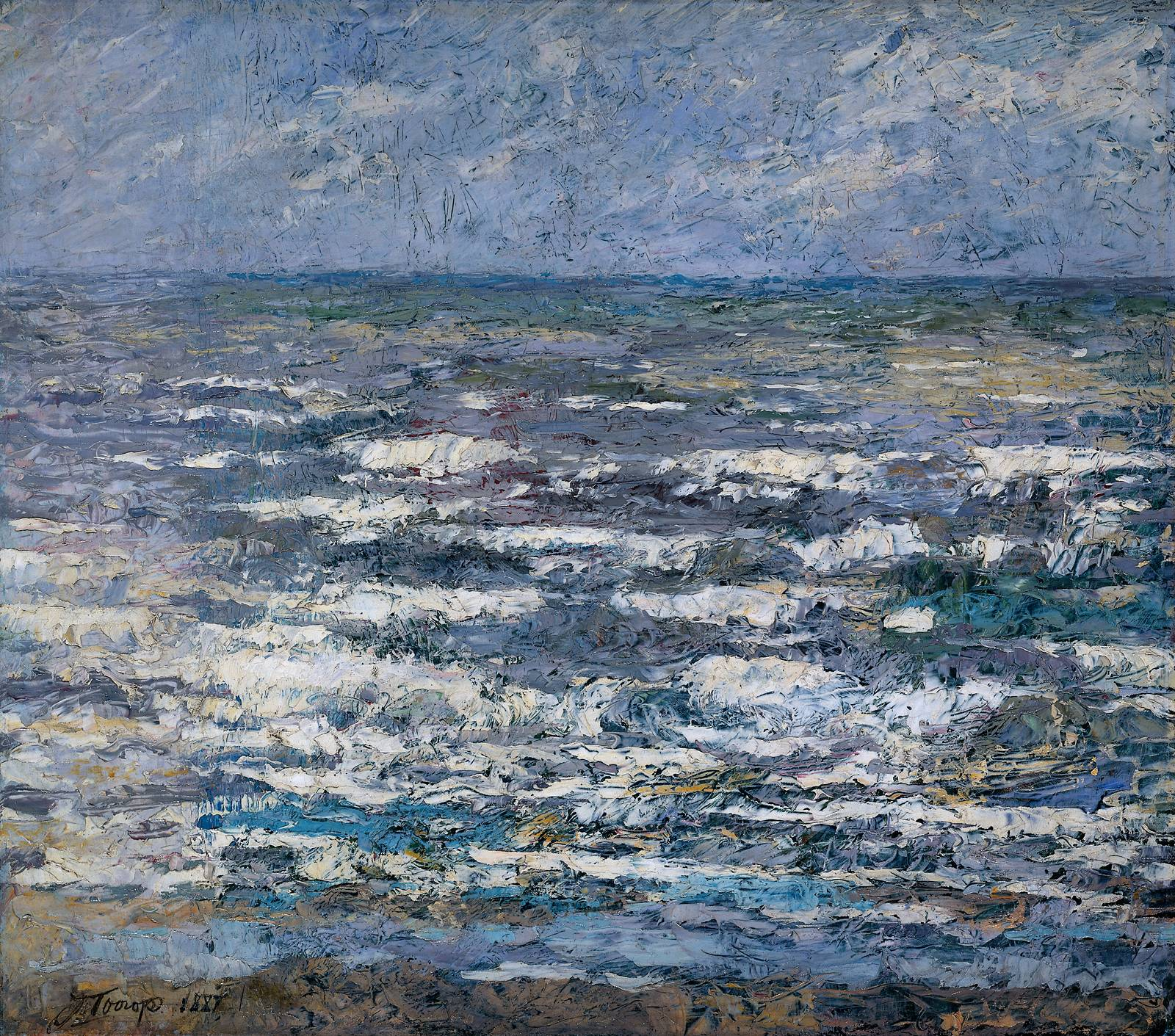
El mar en Katwijk, de Jan Toorop, 1887 (luminismo holandés).

### Luminismo valenciano
En la pintura española se utiliza el término luminismo o luminismo valenciano para la obra de un grupo de destacados pintores españoles encabezados por Joaquín Sorolla y por tanto seguidores de él, y en el que podrían catalogarse capítulos de la obra de pintores como Ignacio Pinazo, Teodoro Andreu, Alfredo Claros García, Salvador Abril, Alberto Pla Rubió o  Vicente Castell.

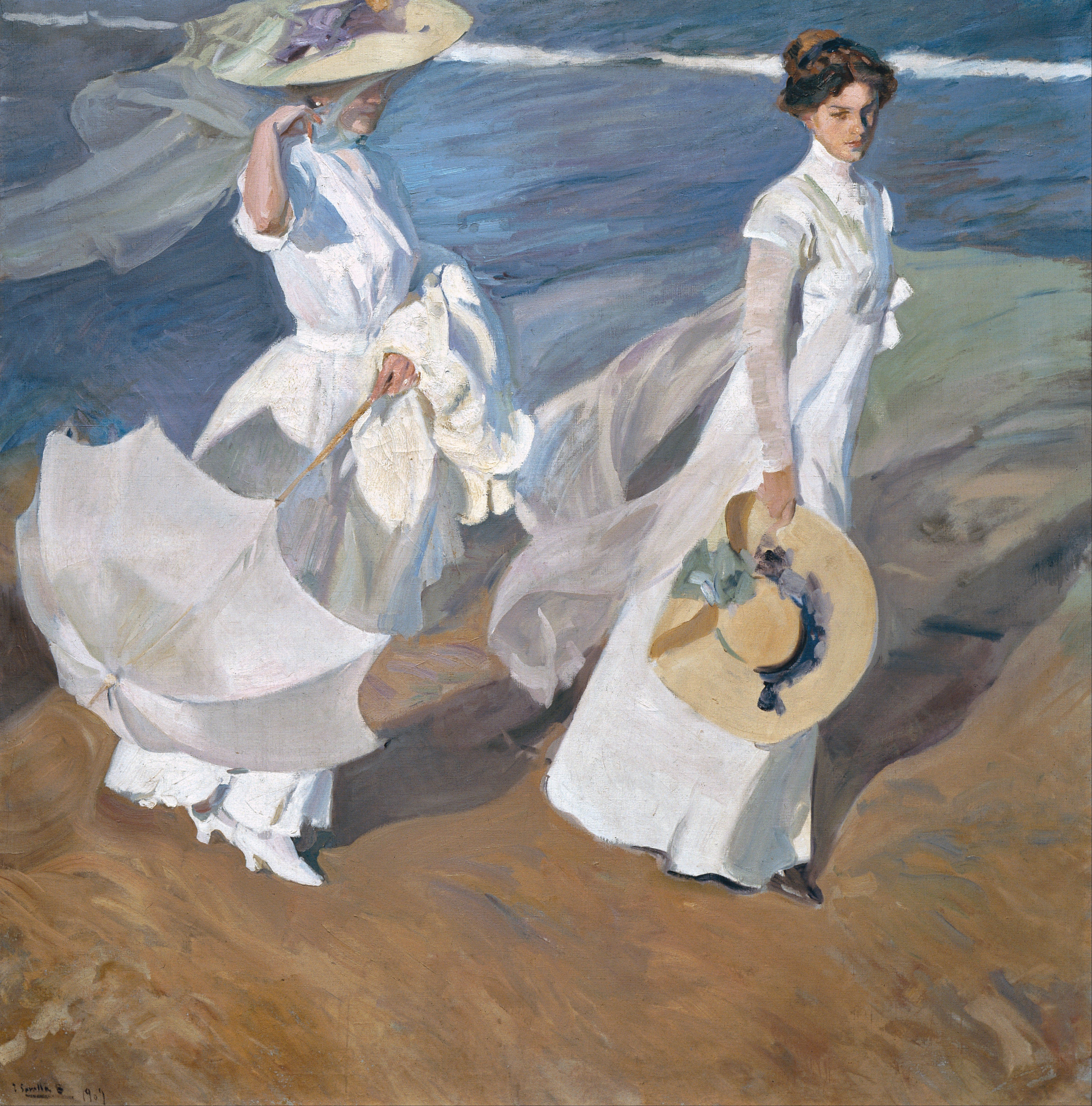
Paseo a orillas del mar, de Joaquín Sorolla, 1909.
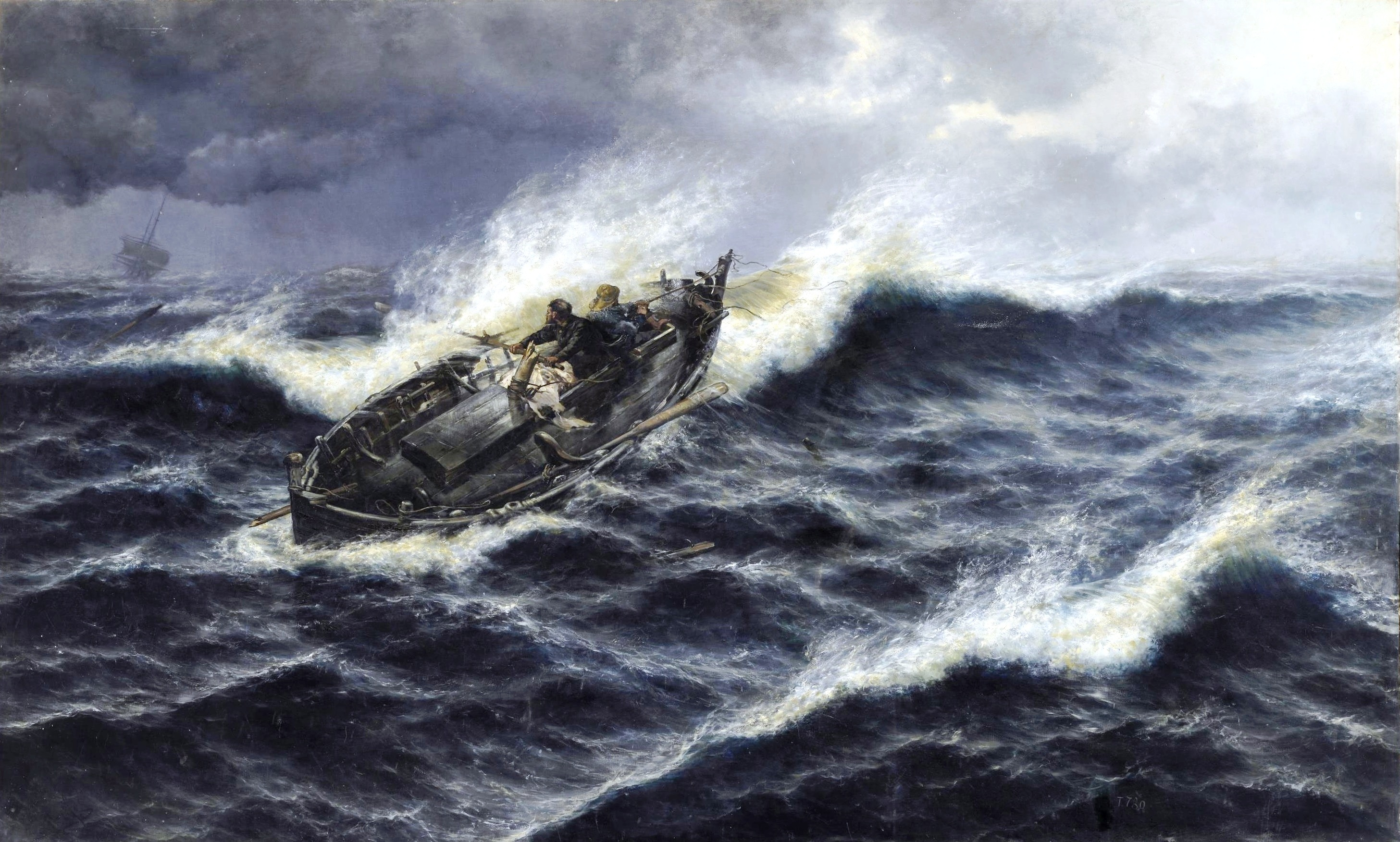
En alta mar (1887), de Salvador Abril
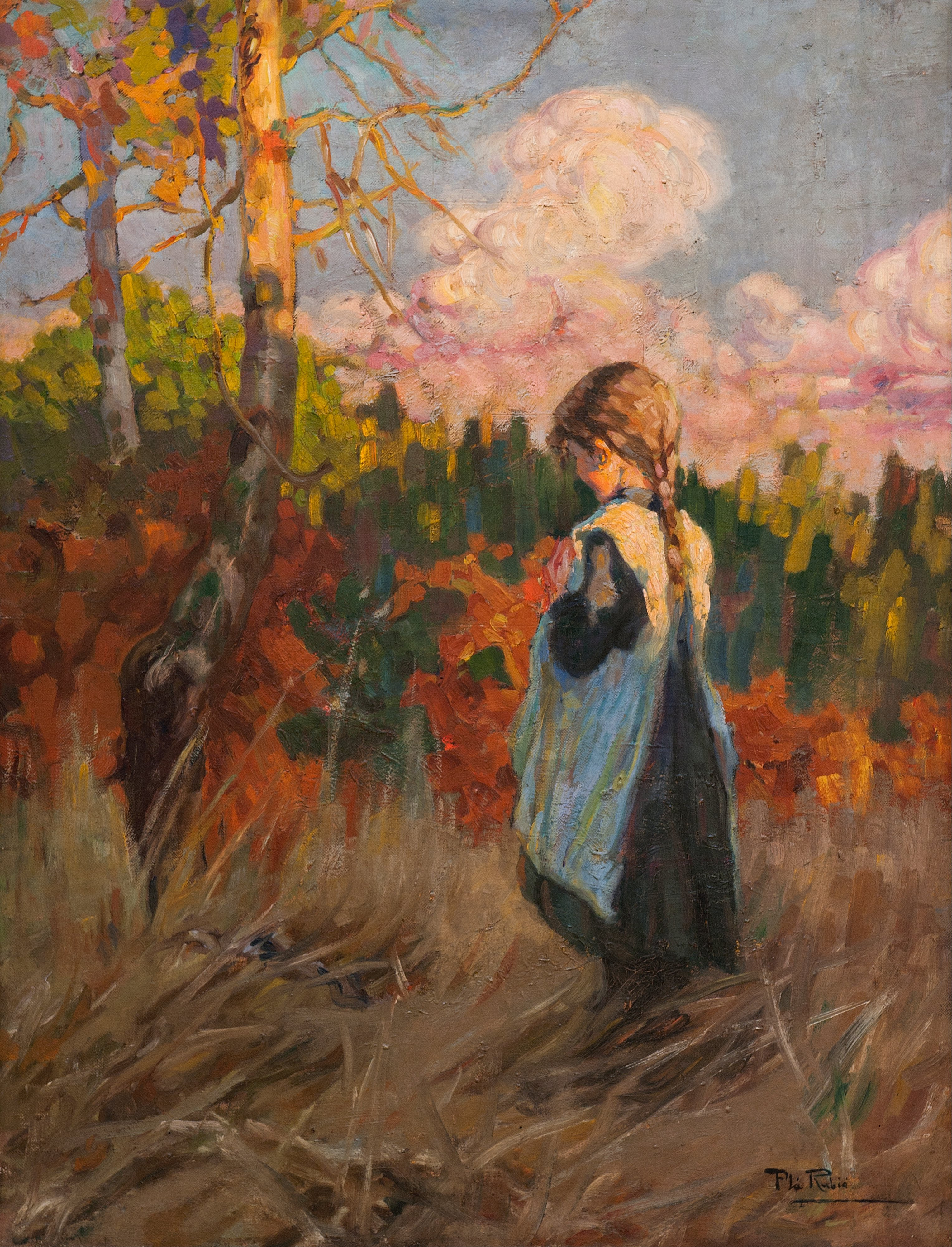
Atardecer con niña, de Alberto Pla Rubió
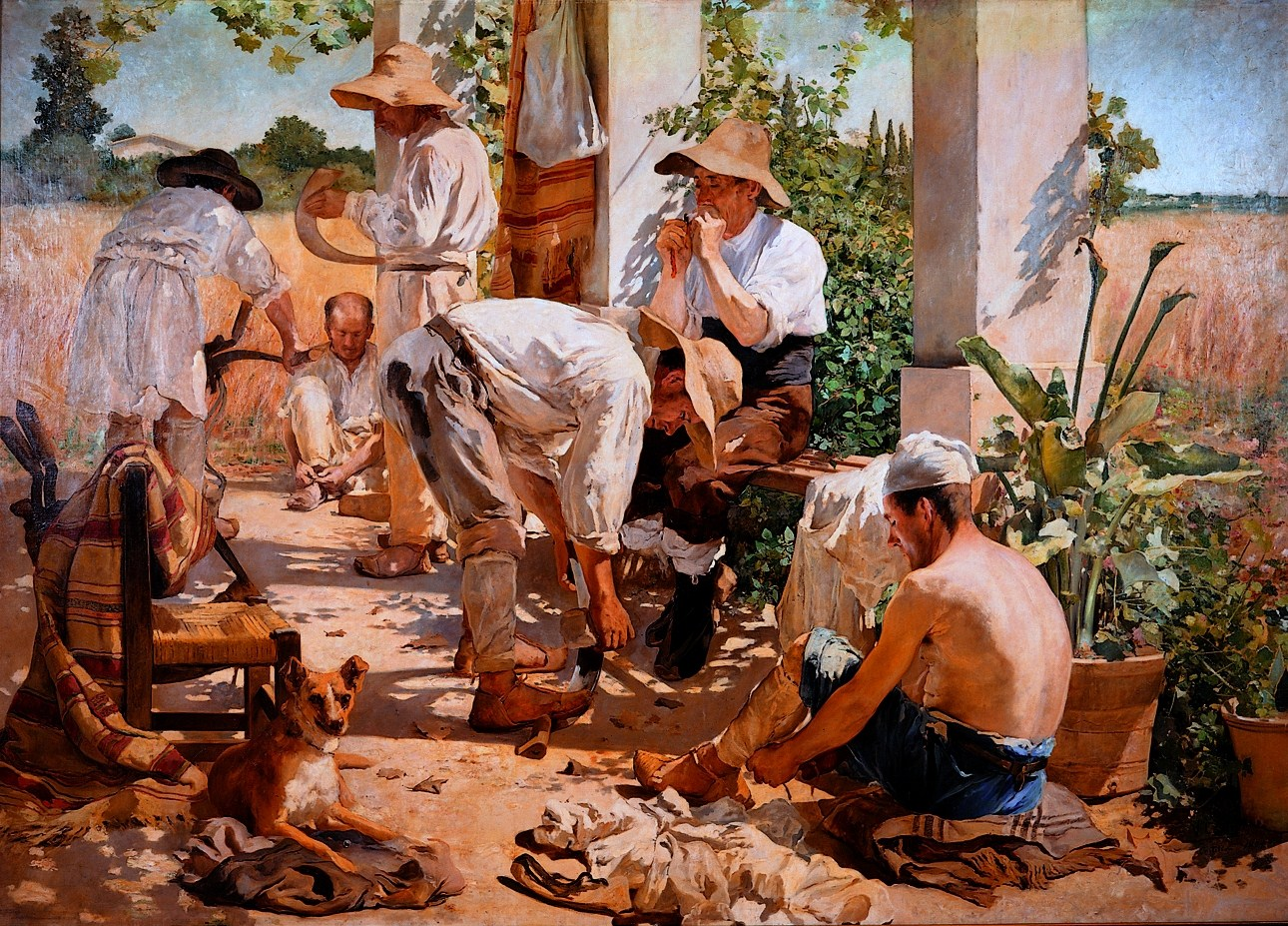
Descanso de segadores (1901), de Vicente Castell

### Escuela luminista de Sitges
En Cataluña surgió la Escuela luminista de Sitges, activa en esta localidad del Garraf entre 1878 y 1892. Sus miembros más destacados fueron Arcadi Mas i Fondevila, Joaquim de Miró, Joan Batlle i Amell, Antoni Almirall y Joan Roig i Soler. Opuestos en cierta forma a la Escuela de Olot, cuyos pintores trataban el paisaje del interior de Cataluña con una luz más suave y tamizada, los artistas sitgetanos se decantaron por la cálida y vibrante luz mediterránea y por los efectos atmosféricos de la costa del Garraf. Herederos en buena medida de Mariano Fortuny, los miembros de esta escuela buscaban reflejar con fidelidad los efectos luminosos del paisaje circundante, en composiciones armoniosas que combinaban verismo y cierta visión poética e idealizada de la naturaleza, con un sutil cromatismo y una pincelada fluida que en ocasiones fue calificada de impresionista.
La Escuela de Sitges se considera generalmente precursora del modernismo catalán: dos de sus principales representantes, Ramón Casas y Santiago Rusiñol, pasaron varias temporadas en la villa garrafense, donde adoptaron la costumbre de pintar d'après nature y asumieron como protagonista de sus obras la luminosidad del ambiente que les rodeaba, si bien con otras soluciones formales y compositivas en las que se denota la influencia de la pintura francesa.

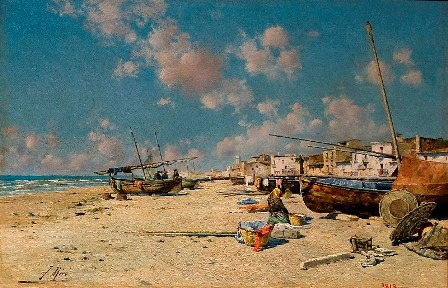
Playa de Sitges, de Joaquim de Miró, Biblioteca Museo Víctor Balaguer, Villanueva y Geltrú.
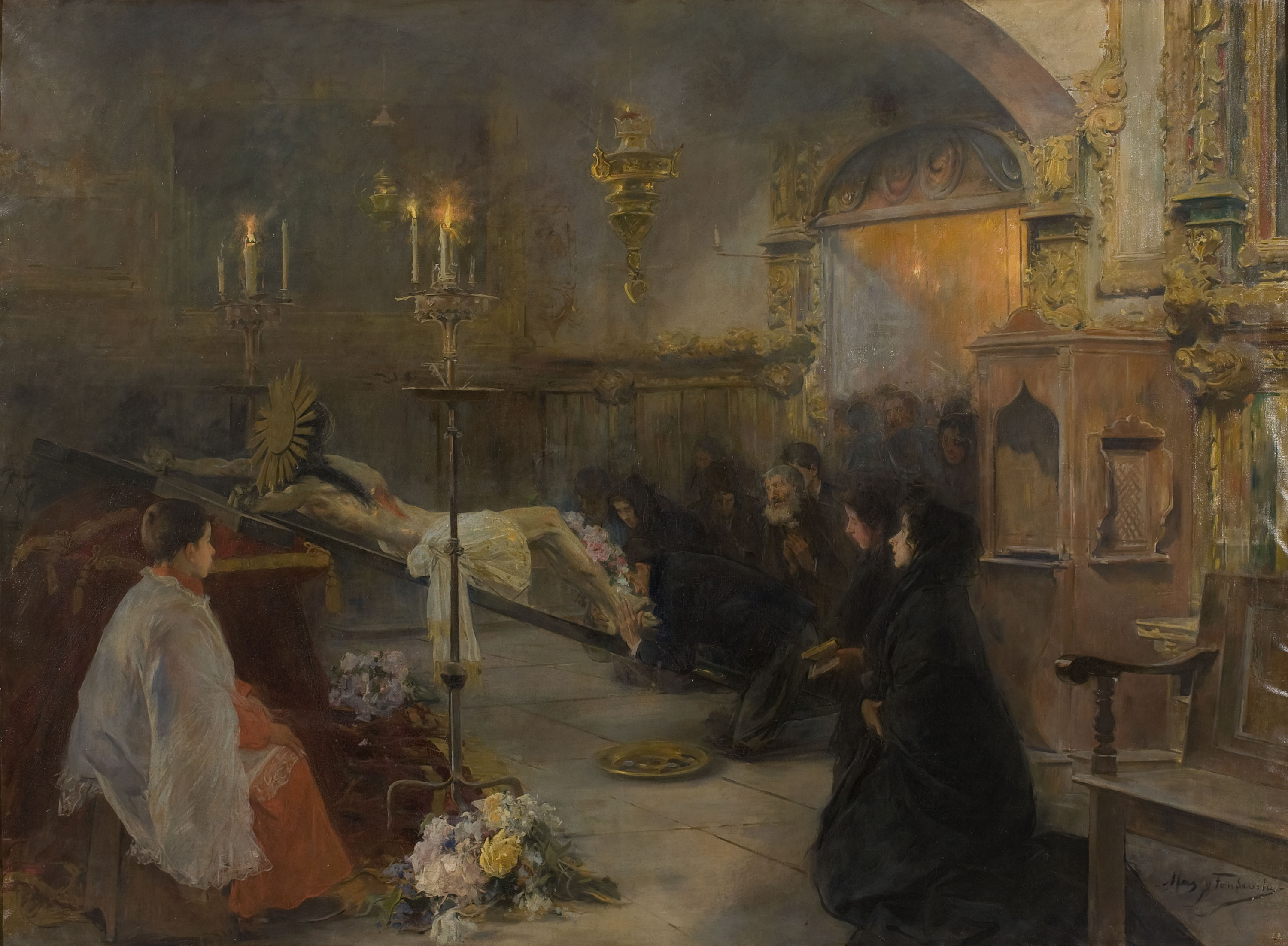
Venite adoremus (1896), de Arcadi Mas i Fondevila, Biblioteca Museo Víctor Balaguer, Villanueva y Geltrú.

## Luminismo en el arte de la Edad Moderna
Dentro del arte de la Edad Moderna, el luminismo se aplica al periodo que precede al caravaggismo (finales del siglo XVI y comienzos del XVII, presidido por la figura de Caravaggio), con Luca Cambiaso o El Greco como sus principales precursores; y a su continuidad en el tenebrismo o barroco inicial, muy importante en España (Sánchez Cotán, Ribalta, Ribera). Se identifican con el estilo pintores de otras escuelas nacionales como el francés Georges de La Tour y el holandés Gerrit van Honthorst.
Se caracteriza por el tratamiento especial de los focos de luz que producen fuertes contrastes en un entorno sombrío, alterando la calma de la atmósfera; bien luz natural o bien luz artificial, en ocasiones procedentes de un foco externo y en otras de un foco interno que acentúa la intensidad de la luz en torno a él, haciendo que la gama cromática se caliente.

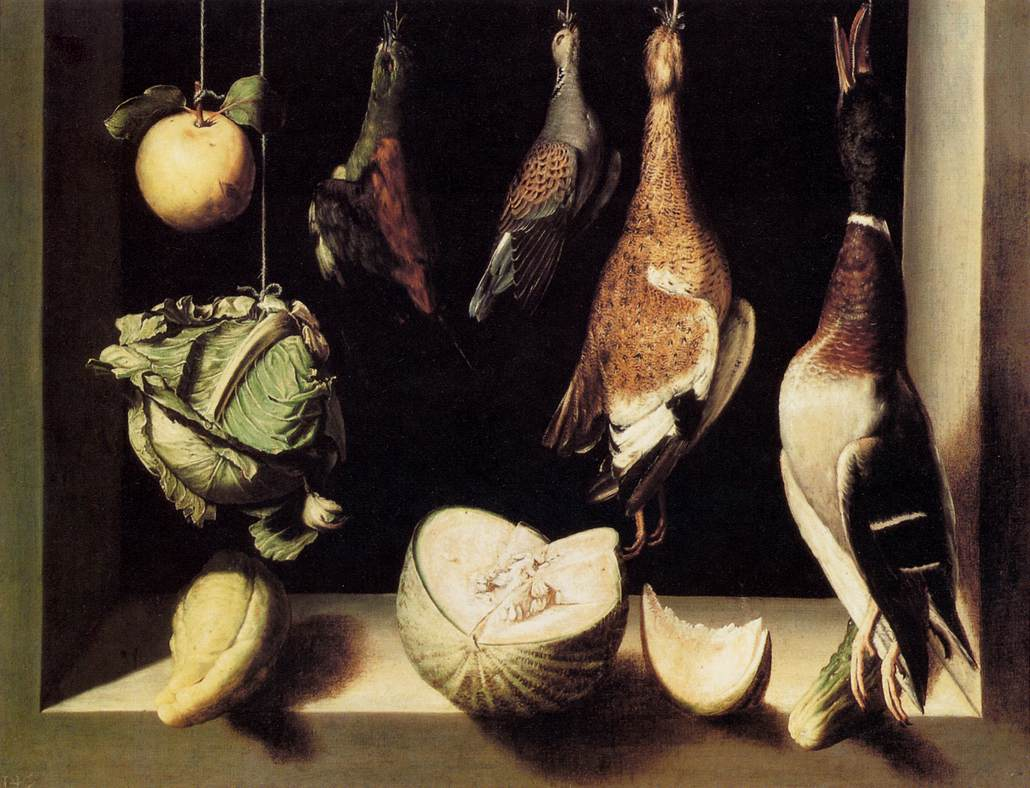
Bodegón de Sánchez Cotán, 1600-1603.
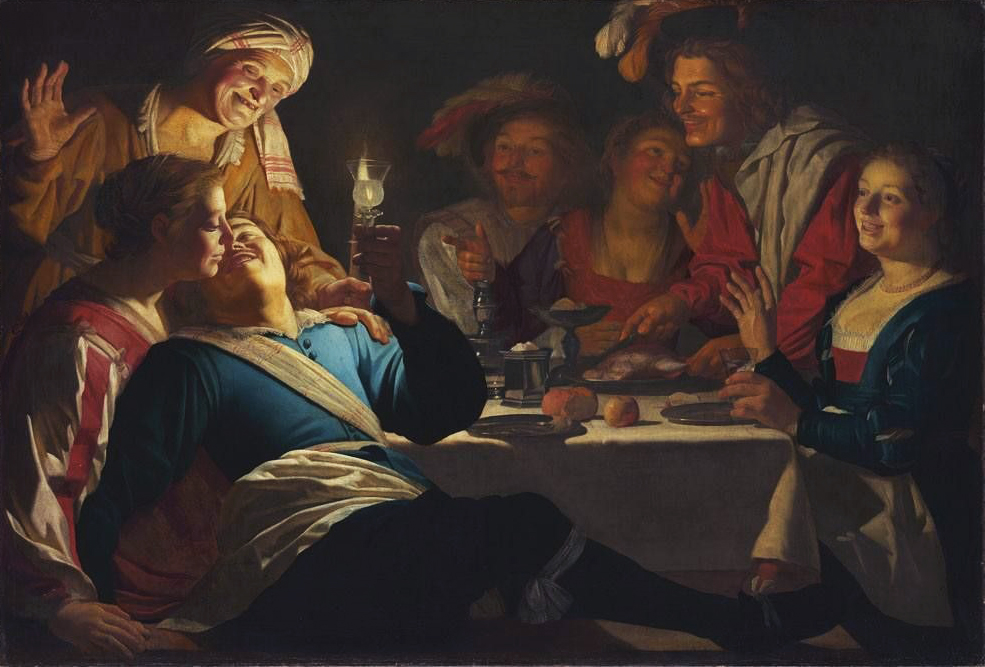
El hijo pródigo, de Gerrit van Honthorst, 1623.